# Heinrich Franz Chalybäus
Heinrich Franz Chalybäus (* 5. Mai 1840 in Kiel; † 26. Dezember 1911 ebenda) war ein deutscher Jurist.

## Leben
Während seines Studiums in Göttingen wurde Chalybäus 1860 Mitglied der Burschenschaft Brunsviga.
Er war seit 1864 in verschiedenen staatlichen und kirchlichen Behörden als Jurist tätig, seit 1882 im Landeskonsistorium und im Provinzialkonsistorium in Hannover. Von 1891 bis 1903 war er Präsident des Konsistoriums in Kiel und von 1903 bis 1910 Präsident des Landeskonsistoriums in Hannover (heute: Landeskirchenamt Hannover). Er war Herausgeber der Kirchengesetze und -verordnungen für Schleswig-Holstein.